# Югенгайм-ін-Райнгессен
Югенгайм-ін-Райнгессен (нім. Jugenheim in Rheinhessen) — громада в Німеччині, розташована в землі Рейнланд-Пфальц. Входить до складу району Майнц-Бінген. Складова частина об'єднання громад Нідер-Ольм.
Площа — 6,17 км2. Населення становить 1588 ос. (станом на 31 грудня 2020).

## Галерея

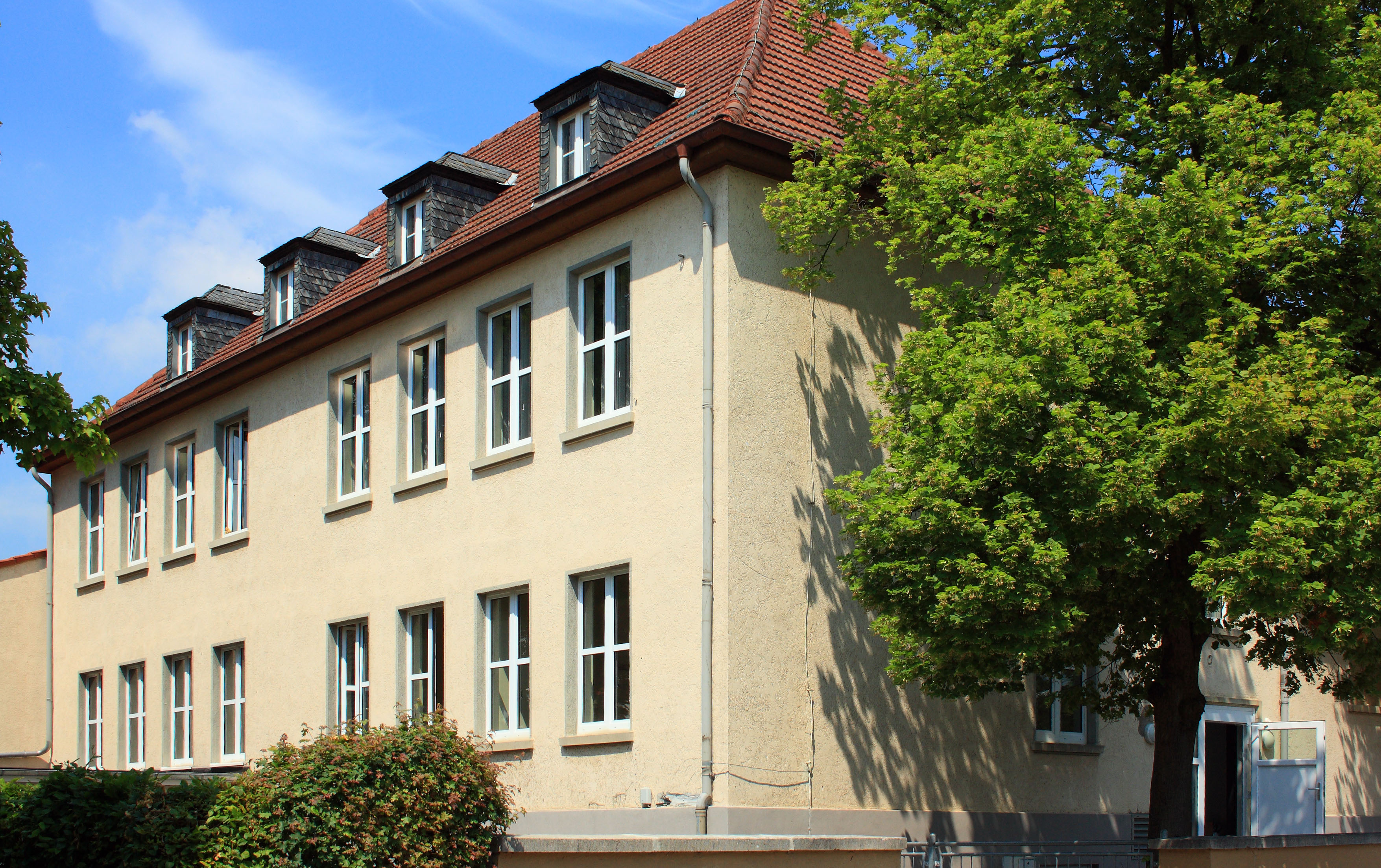
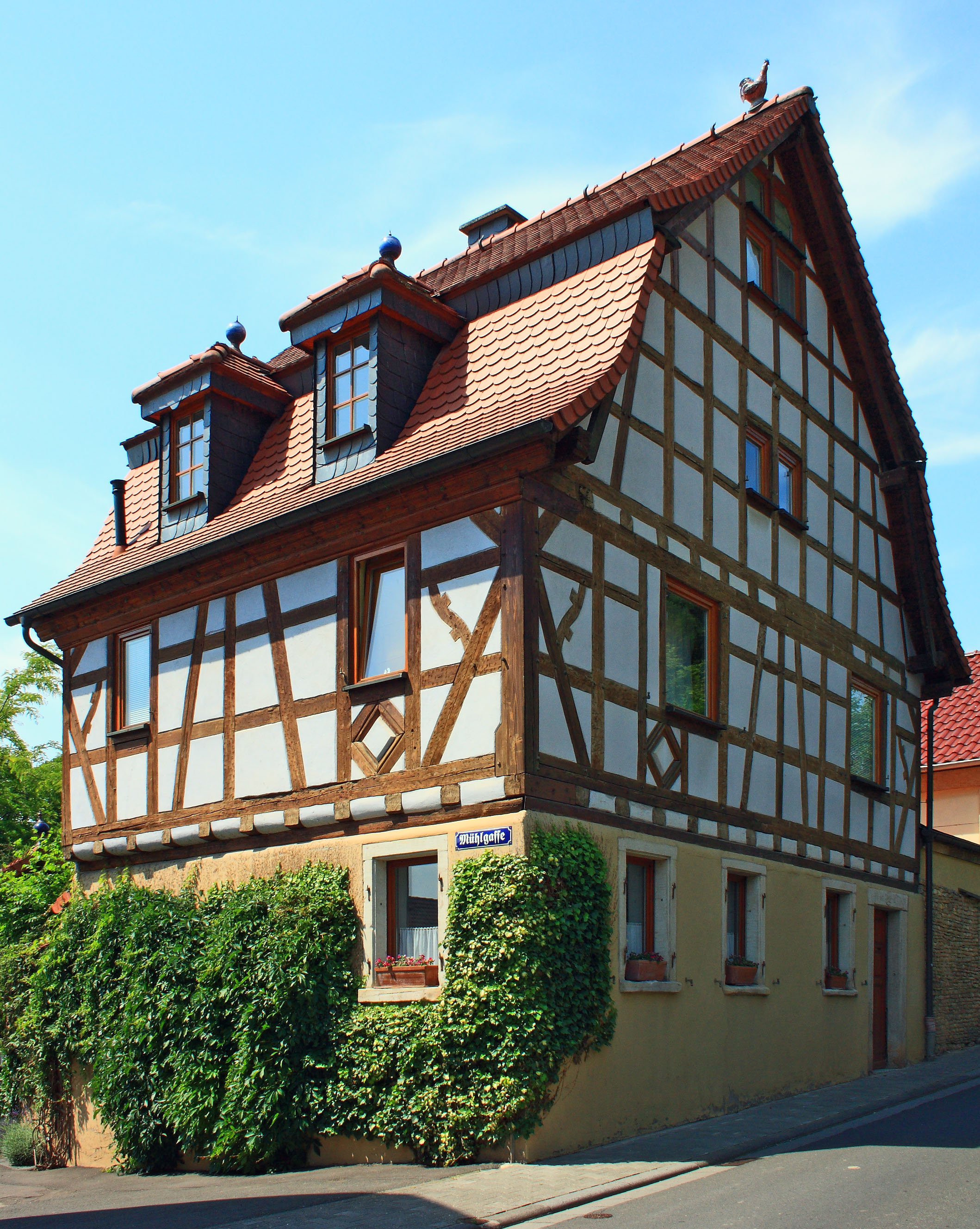